# 피터 웰러
피터 웰러(Peter Weller, 1947년 6월 24일 ~ )는 미국의 배우이다.

## 출연 작품

### 영화
- 로보캅 (1987) - 로보캅 역
- 로보캅 2 (1990)
- 네이키드 런치 (1991) - 윌리엄 리 역
- 씬 (2003)
- 스타트렉 다크니스 (2013)
- Yamasong: March of the Hollows (2017)